# Работно време
Работно време е периодът, през който се трудят наемните работници и служители.

## Работно време в България
Според българското законодателство всеки работодател е длъжен да определи работното време в правилника за вътрешния ред и трудовата характеристика на всеки отделен работник (или служител). Работното време се определя в съответствие с Кодекса на труда и други нормативни актове, които определят официалните празнични, и почивни дни в страната, графика за надработване и т.н
В страната работната седмица е петдневна – от понеделник до петък, с нормална продължителност на седмичното работно време до 40 часа и нормална продължителност на работния ден до 8 часа.
Работодателят има право да удължава работното време през едни работни дни, като го компенсира чрез намаляване през други работни дни. Такива промени се правят само с официална писмена заповед, след предварителна консултация с представители на синдикалните организации и представители на работниците, и служителите. Продължителността на удължения работен ден не може да надвишава 10 часа, а за работниците и служителите с намалено работно време – 1 час повече от намаленото им работно време. За направените промени в работното време задължително се информира Инспекцията по труда, а работодателят е длъжен да води официален дневник за отработеното време на работниците и служителите, по дни.

## Ненормирано работно време
Ненормирано работно време се въвежда за длъжности и производства, които понякога изискват полагане на труд след изтичане на редовното работно време. Работата над редовното работно време в работни дни се компенсира с допълнителен платен годишен отпуск, а работата в почивни и празнични дни – с възнаграждение за извънреден труд. В България ненормиран работен ден може да се въвежда по преценка на работодателя, след проведени консултации с представители на синдикалните организации и представители на работниците, и служителите.